# Dominion (spil)
Dominion er et strategisk kortspil udviklet af Donald X. Vaccarino og udsendt i 2008 af Rio Grande Games. I spillet har hver spiller sin egen kortbunke, hvorfra han eller hun tager sine kort. Målet er at få det højeste antal sejrspoint. Spillet har en middelalderlig stemning med kortnavne, der henviser til førindustrielle, kongemagtsmæssige og feudale sociale strukturer.
Spillets forløb er inspireret af mekanismerne, der kendes fra samlekortspil som Magic: The Gathering med den forskel, at spillerne spiller deres kort ad hoc, efter som spillet skrider frem. Dominion er det første spil af sin art og har affødt en række lignende spil. Vaccarino udviklede Dominion som et spil, der kan udvides med nye sæt af kort, som har andre egenskaber end de originale, hvilket åbner for en stor variation i spillene. 
Spillet blev hurtigt meget populært og har modtaget flere priser, blandt andet Spiel des Jahres og den danske Guldbrikken i kategorien "Årets jurypris" i 2009. 